# Sin City (comics)
Pour les articles homonymes, voir Sin City.
Sin City est une série de comics de Frank Miller (scénario et dessin) publiée par Dark Horse. Elle est caractérisée par le choix du noir et blanc ; il est cependant fréquent de retrouver dans les pages de Sin City quelques notes de couleur, lorsque l'auteur souhaite attirer l'attention du lecteur et provoquer une émotion (sang rouge, yeux bleus, etc.). Ainsi, dans le quatrième tome (That Yellow Bastard), Miller s'amuse à colorer son tueur en jaune afin de provoquer le dégoût, tout en créant un jeu de mots avec son titre (littéralement « Ce salaud de jaune », traduit en français par le titre Cet enfant de salaud).

## Thématique deSin City
La série, qui comporte sept tomes, se veut une réactualisation des polars noirs, dans la grande tradition de Raymond Chandler (détectives, femmes fatales, etc.)
Sa création résulte d'une frustration de Frank Miller à la suite de ses travaux pour les éditeurs vedettes Marvel Comics et DC, ainsi que pour le cinéma (RoboCop 2), qui ne lui laissaient pas suffisamment de contrôle artistique. Frank Miller a ainsi souhaité créer sa propre série, dont il possèderait tous les droits (aux États-Unis, les personnages créés par les artistes appartiennent à l'éditeur ; ce fut le cas pour Frank Miller avec Elektra).
Sexy, violente, la bande dessinée de Miller pousse ses thèmes de prédilection (mégalopole tentaculaire, violence urbaine, corruption) dans leurs derniers retranchements, usant d'artifices gores, cruels et gratuits selon les uns, totalement justifiés pour les autres (non sans ironie, Miller intitulera Sex and Violence l'un des épisodes de Sin City). Malgré la controverse, les critiques se sont cependant accordés pour reconnaître l'extraordinaire travail sur le contraste et la lumière effectué par Miller[Lesquels ?].

## Publications en France
La série est publiée en France aux éditions Vertige Graphic puis Rackham.
1. Sin City (The Hard Goodbye) (Vertige Graphic et Rackham  (ISBN 2-908981-16-5), 1994)
2. J'ai tué pour elle (A Dame to Kill for) (Vertige Graphic et Rackham  (ISBN 2878270428), 1995)
3. Le Grand Carnage (The Big Fat Kill) (Vertige Graphic et Rackham  (ISBN 2878270746), 1996)
4. Cet Enfant de salaud (That Yellow Bastard) (Vertige Graphic  (ISBN 2908981254) et Rackham  (ISBN 2878270606) 1997)
5. Valeurs familiales (Family Values) (Vertige Graphic  (ISBN 2-908981-30-0), et Rackham  (ISBN 2878270495) 1997)
6. Des filles et des flingues (Booze, Broads & Bullets) (Vertige Graphic  (ISBN 2-908981-40-8), et Rackham 1999  (ISBN 2-87827-073-8))
7. L'Enfer en retour (Hell and Back) (Rackham   (ISBN 2878270509), 2001)

Le tome Des filles et des flingues regroupe des histoires courtes inédites en France, mais déjà parues aux États-Unis.

## Adaptations cinématographiques
Sin City a fait l'objet d'un film réalisé en 2005 par Robert Rodriguez et Frank Miller lui-même, comportant une scène réalisée par Quentin Tarantino. Un second film, toujours réalisé par Rodriguez et Miller, Sin City : J'ai tué pour elle, est sorti en 2014.